# Kleine Zeitung
Kleine Zeitung – największy austriacki dziennik regionalny. Wychodzi w Styrii, Karyntii i Tyrolu Wschodnim. Pismo założono w 1904 roku. Siedziba redakcji znajduje się w Grazu.
„Kleine Zeitung” ma nakład 308 797 egzemplarzy.
W latach 1960–1994 funkcję redaktora naczelnego „Kleine Zeitung” pełnił Fritz Csoklich.